# Giuseppe Valiani
Giuseppe Valiani, né le 26 avril 1731 à Pistoia et mort le 26 avril 1800 dans la même ville, est un peintre néo-classique italien des XVIIIe et XIXe siècles.

## Biographie
Né en 1731 à Pistoia, Giuseppe Valiani est devenu élève de Vincenzo Meucci à Florence. Il a par la suite déménagé à Bologne, chez le marquis Francesco Albergati Capacelli, pour qui il peint plusieurs scènes mythologiques au palais Albergati. À Bologne, il est accepté à l'Accademia Clementina, où il devient directeur, et pendant un mandat, président. De plus, il complète de nombreuses fresques pour les éminentes familles Tanari, Merendoni, Pallavicini, Bianchi, et Isolani. Il se rend aussi à Venise, où il peint les plafonds d'un théâtre. À Pistoia, dans le village de Merlo, il peint une fresque dans la Villa Ippoliti, ainsi qu'une autre, dans celui de Spazzavento. Son neveu Bartolomeo était son élève et est aussi devenu peintre.

## Galerie

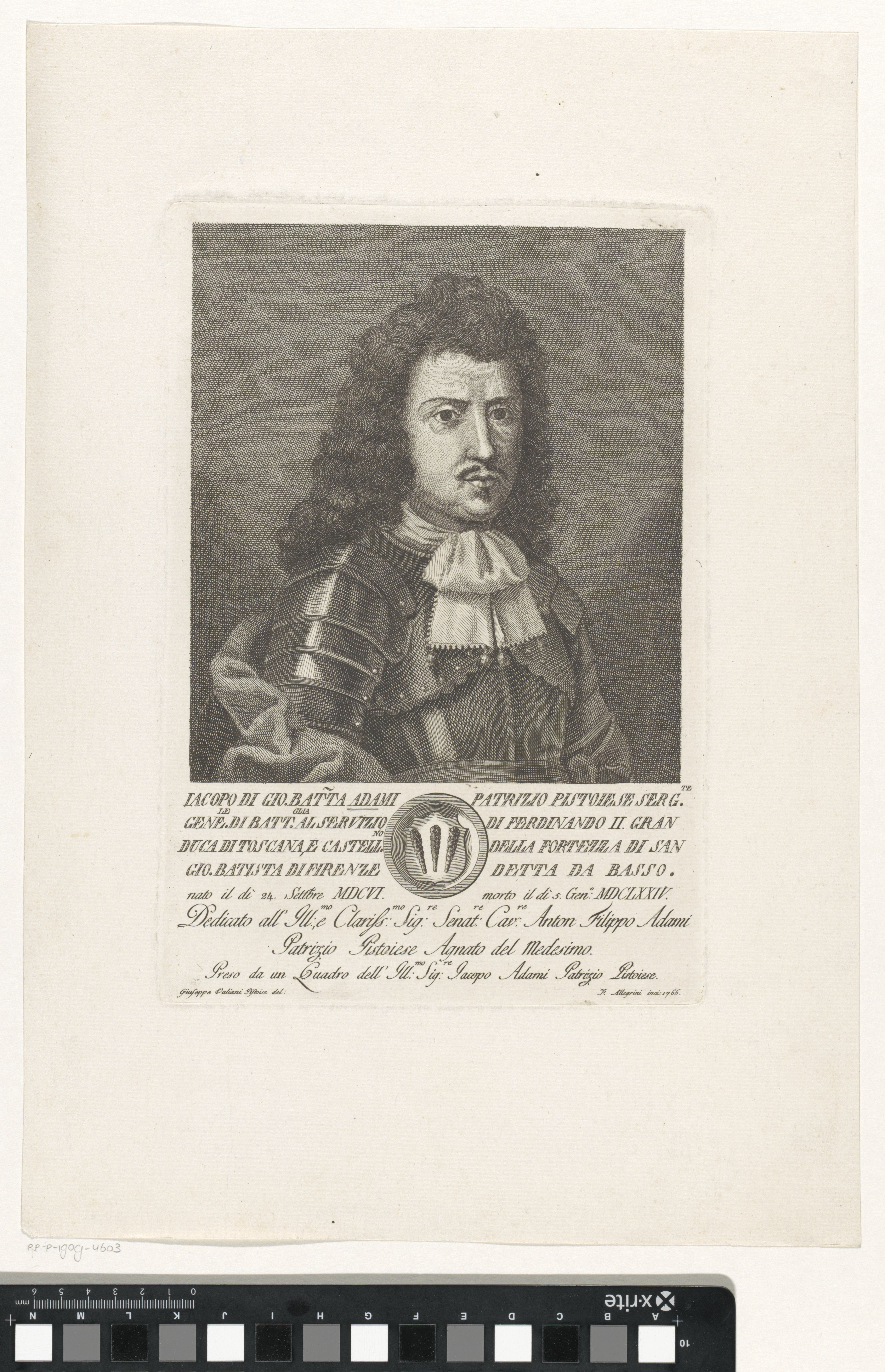
Portrait de Jacopo Adami, Francesco Allegrini (it), d'après Giuseppe Valiani 1766
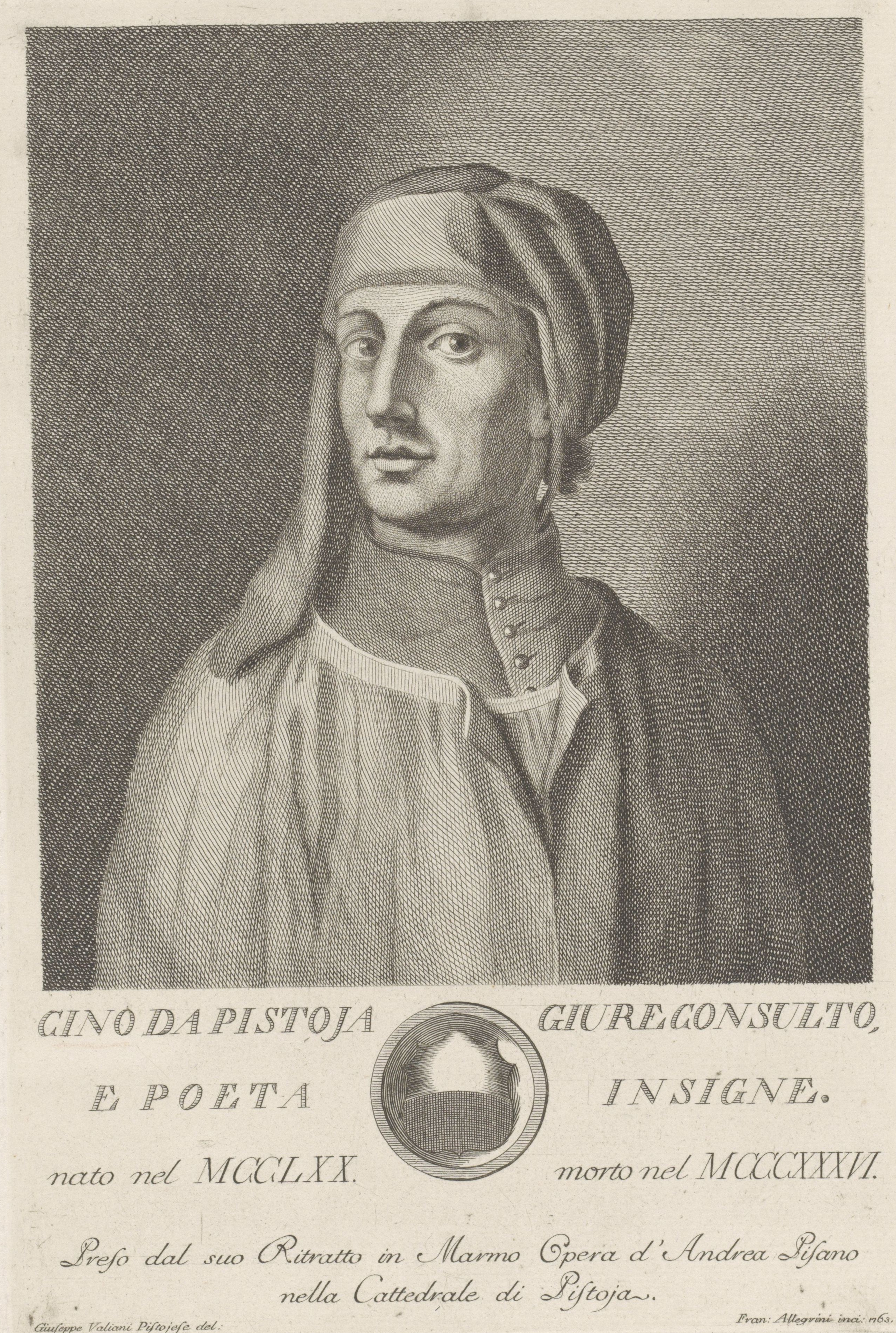
Portrait de  Cino da Pistoia, Francesco Allegrini, d'après Giuseppe Valiani entre 1739 et 1773
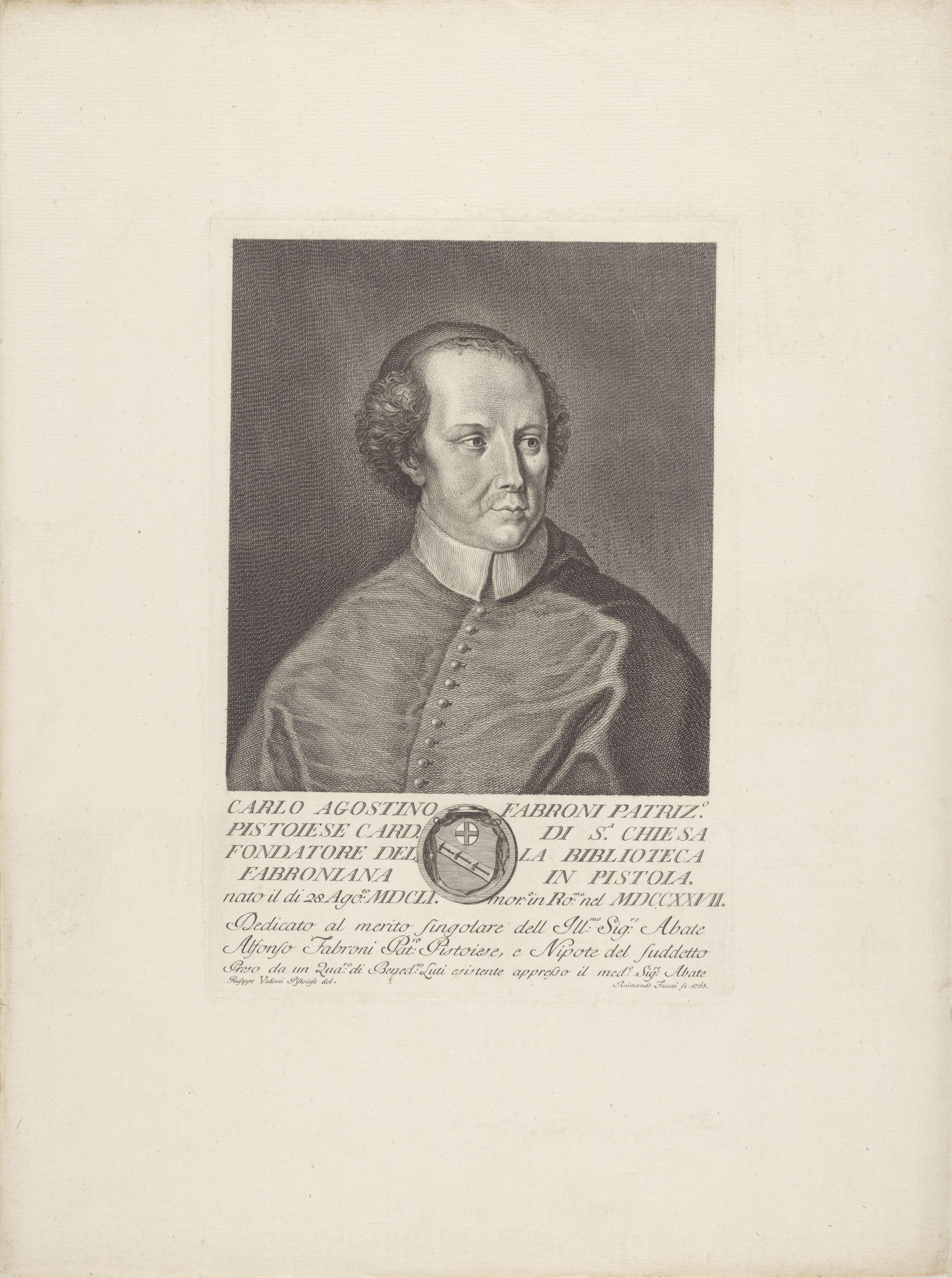
Portrait de Carlo Agostino Fabroni, Raimondo Faucci, d'après Giuseppe Valiani  1765